# Gimel (Vaud)
Gimel é uma comuna da Suíça, situada no distrito de Morges, no cantão de Vaud. Tem 18,86 km² de área e sua população em 2018 foi estimada em 2.187 habitantes.